# Wittekind Automobil
Die Wittekind Automobil-AG war ein deutscher Hersteller von Kraftfahrzeugen.

## Beschreibung
Das Unternehmen hatte seinen Sitz in Berlin. Von 1922 bis 1925 wurden Automobile der unteren Mittelklasse hergestellt. Es entstanden Fahrzeuge mit Motoren zwischen 4/12 PS und 6/24 PS. Die Wagen waren zwar als sehr solide bekannt, konnten sich aber doch nur drei Jahre auf dem Markt halten. Außerdem fertigte das Unternehmen im gleichen Zeitraum motorisierte Dreiräder.